# 山金車
山金車是一種源於中歐以及西伯利亞高原地區的的菊科植物，在緩解肌肉和關節疼痛及炎症方面具有悠久歷史。近年全球有多項針對山金車療效的基礎醫學及臨床研究，證實山金車除了有消炎鎮痛的療效外，更具有促進受傷組織痊癒的效能，因而受到科研及醫藥業界的注視。

## 用途
山金車的花和根部蘊含大量具有消炎效能及抗氧化的物質。在16世紀已有記載，常用於治療瘀傷、肌肉關節疼痛等。因此，山金車花的萃取物一般會被煉製成外用膏藥以治療瘀傷、扭傷和風濕痛等症狀。有臨床報告指出，含有山金車的藥貼有效減少疼痛或麻痺症狀。

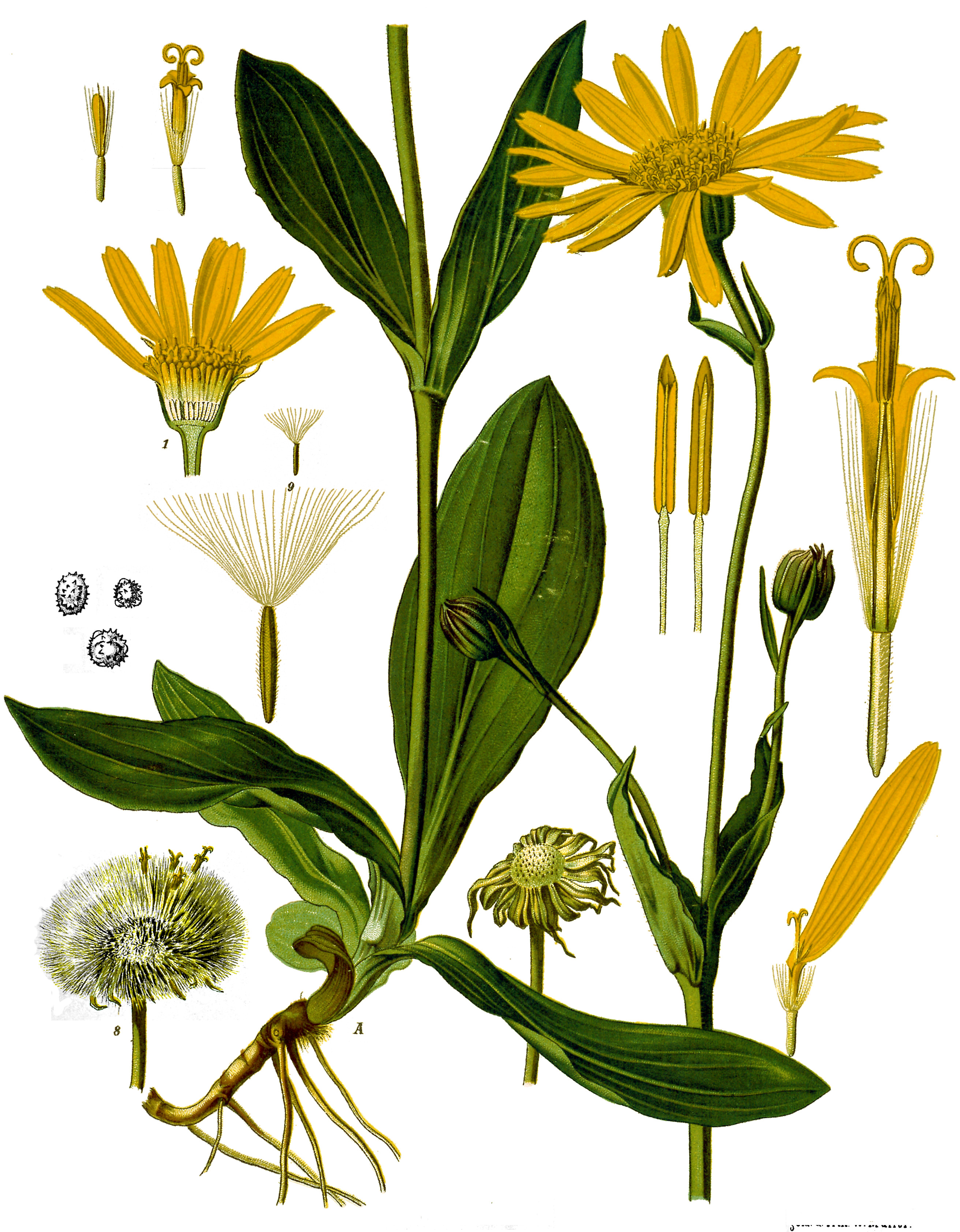

## 醫藥功效
炎症發生時，發炎的組織內會釋出不同的因子並引發炎性反應；而部份因子則同時刺激神經末梢，引起疼痛感覺。山金車含有的活性物質能抑制引起疼痛和發炎的因子，從而達致鎮痛和消炎的效果。基礎醫學研究顯示山金車有別於一般以水楊酸鹽（Salicylate）為主要成份的鎮痛藥品，除鎮痛消炎外，更有助促進組織癒合。
山金車不但有助消炎鎮痛和促進組織癒合，外用山金車膏藥的副作用風險亦非常低。因此，山金車是舒緩肌肉和關節疼痛（尤其對一般非類固醇消炎藥(NSAID)過敏人士）的理想選擇。
將含有山金車的藥貼用於因蜂窩組織炎引致疼痛或麻痺的部位，疼痛或麻痺症狀於三天後明顯減少。

## 外部連結
- . . 1879.